# اس اند پی گلوبال ۱۲۰۰

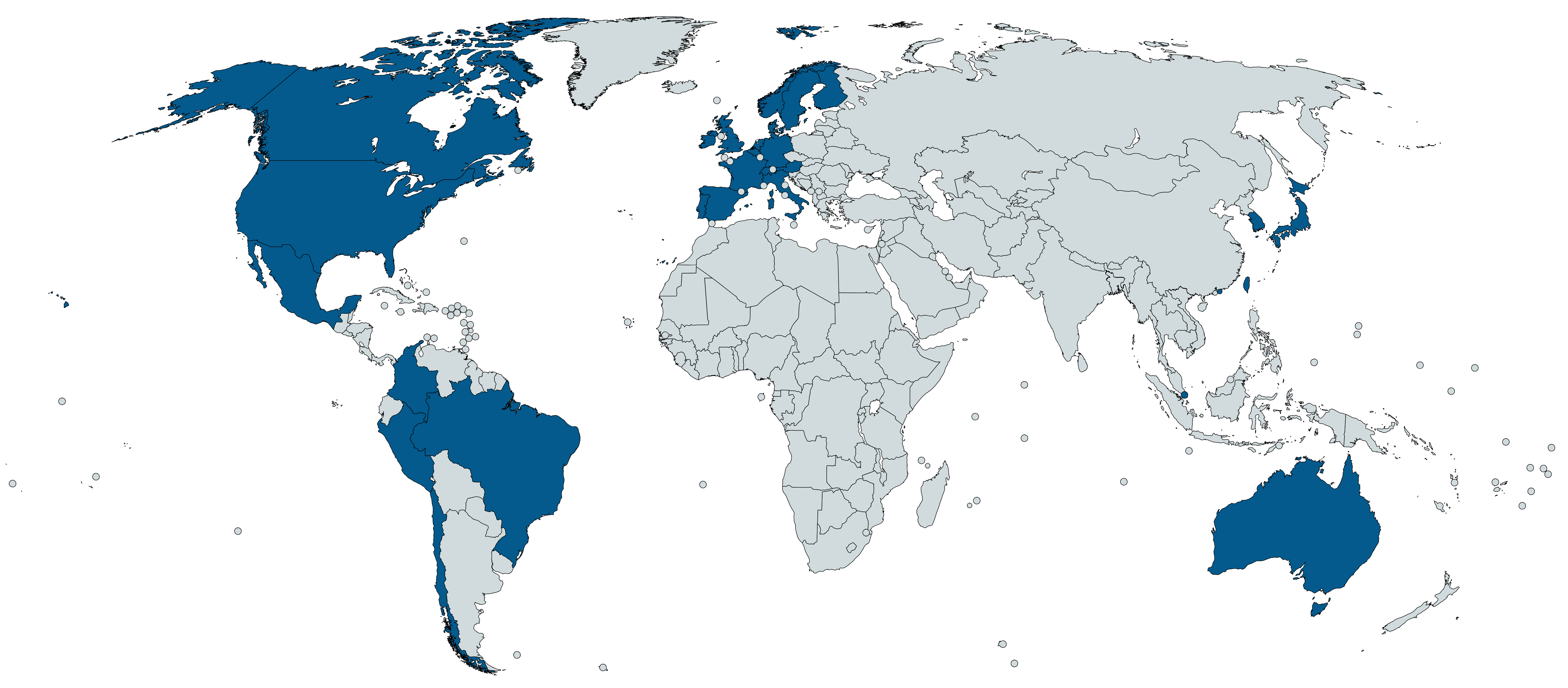
نقشه همه کشورها در S&P ژانویه ۲۰۱۹

اس اند پی گلوبال ۱۲۰۰ (انگلیسی: S&P Global 1200) از شاخص‌های بازار بورس است، که در سال ۱۹۹۹ راه‌اندازی شد و ۳۱ کشور را تحت پوشش قرار می‌دهد و شرکت‌های عضو آن، در مجموع در حدود ۷۰ درصد از حجم ارزش بازار سرمایه جهان را به خود اختصاص می‌دهند.